# Kim Il-sung
Kim Il-sung (korejsko 김일성, Kim Il Sŏng), vrhovni vodja Severne Koreje, * 15. april 1912, Mangjongde, † 8. julij 1994, Pjongjang. 
Severno Korejo je vodil od leta 1948 do smrti leta 1994, najprej kot predsednik severnokorejske vlade, od 1972 pa kot predsednik republike. Imel je popoln nadzor nad državo, saj je bil vseskozi vodja (predsednik oz. od 1966 generalni sekretar) vladajoče Korejske delavske partije, pa tudi vojske. Imel je čin maršala (od 1953), leta 1992 pa je bil proglašen za velikega maršala (dae-wonsu). Za svojega naslednika je določil prvorojenca Kim Džong-Ila. 8. julija 1994 je umrl zaradi srčnega napada. Severnokorejci ga še vedno imenujejo »Večni vodja« ali "večni predsednik", kar je zapisano v uvodu v severnokorejsko ustavo.